# Corethrella briannae
Corethrella briannae är en tvåvingeart som beskrevs av Art Borkent 2008. Corethrella briannae ingår i släktet Corethrella och familjen Corethrellidae.
Artens utbredningsområde är Ecuador. Inga underarter finns listade i Catalogue of Life.